# Oleszkowce (rejon tarnopolski)
Oleszkowce – wieś na Ukrainie w rejonie tarnopolskim obwodu tarnopolskiego.
Do 2020 w rejonie zbaraskim.